# Rachel Christie
Rachel Christie, née le 24 juillet 1989 à Londres, est une mannequin et sportive anglaise, élue Miss Angleterre 2009 le 20 juillet 2009.

## Biographie
Elle a des origines jamaïcaines et anglaises. Elle est la nièce de l'athlète Linford Christie, champion olympique. Elle est elle-même heptathlonienne et sportive de haut niveau.

## Miss England
Elle se présente au concours de beauté Miss Angleterre, en tant que Miss London et elle est élue, devenant la première femme noire à obtenir ce titre. 
À la suite d'une altercation, le 6 novembre 2009, avec Sara Beverley Jones (Miss Manchester 2009), dans une boîte de nuit de Manchester, elle est entendue par la police. Elle démissionne de ses fonctions de Miss England et renonce donc à participer à la compétition Miss World.